# Cascade-Chipita Park
Cascade-Chipita Park è un census-designated place degli Stati Uniti d'America, situato nella contea di El Paso dello stato del Colorado. Nel censimento del 2000 la popolazione era di 1 709 abitanti.

## Geografia fisica
Secondo i rilevamenti dell'United States Census Bureau, Cascade-Chipita Park si estende su una superficie di 34,9 km².